# Meré
Meré ist eine Parroquia mit 140 Einwohnern (Stand 2014) in der Gemeinde (consejo) Llanes in der nordspanischen autonomen Region Asturien.

## Lage
Meré liegt am Oberlauf des Río Bedón etwa 20 Kilometer nördlich der Gebirgskette der Picos de Europa in einer Höhe von ca. 120 m über dem Meeresspiegel. Die Entfernung nach Llanes beträgt etwa 18 Kilometer (Fahrtstrecke) in nordöstlicher Richtung; nach Carreña, dem Hauptort der Gemeinde Cabrales sind es etwa 14 Kilometer in südöstlicher Richtung.

## Wirtschaft
Die Einwohner von Meré lebten bis in die Mitte des 20. Jahrhunderts hauptsächlich als Selbstversorger von den Erträgen ihrer Felder und Gärten sowie von der Viehzucht. Heute spielt der Tourismus eine nicht unbedeutende Rolle im Wirtschaftsleben des Ortes.

## Sehenswürdigkeiten
- Die umgebende Landschaft von Meré ist von außergewöhnlichem Reiz und kann auf mehreren Wanderwegen erkundet werden.
- Die älteren ein- oder zweigeschossigen Häuser des Ortes sind zumeist aus Bruchsteinen errichtet.
- Im Ort finden sich noch mehrere traditionelle Kornspeicher (hórreos).
- Die kleine Kirche des Ortes stammt aus dem 17. Jahrhundert und hat einen Portalvorbau.
- Der Palacio de Meré ist ein imposanter ehemaliger herrschaftlicher Gutshof mit einem hölzernen Balkon.